# Peräjärvi (sjö i Lappland, lat 66,80, long 28,03)
Peräjärvi är en sjö i Finland. Den ligger i kommunen Salla i landskapet Lappland, i den norra delen av landet, 700 km norr om huvudstaden Helsingfors. Peräjärvi ligger 170 meter över havet. Den ligger vid sjön Tuurajärvi. Den är 2,4 meter djup. Arean är 76,8 hektar och strandlinjen är 5,22 kilometer lång. Sjön  ingår i Kemi älvs huvudavrinningsområde. 